# Festival du film GenreBlast
Le Festival du Film GenreBlast est un événement annuel organisé dans la ville de Winchester, dans l'État de Virginie, spécialisé dans le film de genre. GenreBlast est le plus grand festival de films de genre de Washington, DC mettant en lumière des courts et longs métrages généralement produits de manière indépendante et qui ne seraient autrement pas diffusés en salles.

## Historique
Créé en 2016 par Nathan Ludwig, Chad Farmer et Charles Hill, le premier festival annuel du film GenreBlast a eu lieu en août 2016 à Culpeper, en Virginie, au State Theatre, aujourd'hui disparu. Les organisateurs décrivent le festival comme proposant « de l'horreur, de l'action/aventure, de la science-fiction, de la fantasy, des arts martiaux, du cinéma d'exploitation, du grindhouse, de l'international, de l'expérimental et bien plus encore ! »
Dès sa deuxième année, le festival déménage au cinéma Alamo Drafthouse à Winchester, en Virginie, où il est toujours aujourd'hui. Hill quitte l'équipe après la deuxième édition du festival et Raygan Ketterer le remplace.
GenreBlast se veut très conviviable avec les réalisateurs et scénaristes qu'il sélectionne, ainsi la première année près de la moitié des films étaient représentés au festival par leurs réalisateurs et scénaristes. Cette proportion ne fera qu'augmenter les années suivantes. Le Festival GenreBlast est considéré comme un festival de genre de premier ordre.

## Récompenses
GenreBlast décerne ses trophées en forme de fusée dans un certain nombre de catégories pour les courts métrages, les longs métrages et les scénarios non produits. Le festival décerne également chaque année le prix Les Femmes de Genre pour honorer une femme exceptionnelle du cinéma de genre. Le prix Les Femmes du Genre a été décerné à Tristan Risk en 2016, à Samantha Kolesnik en 2017, et à Sophia Cacciola en 2018.
GenreBlast décerne également le « Forever Award » à un film qui « incarne véritablement l'esprit du festival : farouchement indépendant, très original et spectaculairement innovant ». Le lauréat de 2020 était Force to Fear, réalisé par Chad Bruns et Zane Hershberger. Le lauréat de 2021 était Les Transformations des Transformations des Drs. Jenkins. Le lauréat de 2022 était Gouge Away. Le lauréat 2023 était The Once and Future Smash.

## Palmarès
Sauf indication contraire, les informations mentionnées dans cette section peuvent être confirmées par la base de données cinématographiques IMDb,  présente dans la section « Liens externes ».

### Longs-métrages

#### Meilleur acteur
- 2023: Drew Leatham dans Forever Home de Sean Oliver
- 2022: Dean Kilbey dans Manfish de Marc Coleman

#### Meilleure cinématographie
- 2023: End Zone 2 de Sal Cassini
- 2020: Akis Konstantakopoulos pour The Reckoning of Darkness de Christopher Kulikowski

#### Meilleur film
- 2023: Forever Home de Sean Oliver
- 2022: Follow Her de Sylvia Caminer
- 2021: Blank de Nathalie Kennedy

#### Meilleur Mockumentaire
- 2023: Fat Fleshy Fingers (film collectif)

#### Meilleure actrice
- 2023: Percy Wynne dans End Zone 2 de Sal Cassini
- 2022: Valentina Sumavsky dans Por favor no me abandones de Antonio Rotunno
- 2021: Bonnie Aarons dans I Live Alone de Krsy Fow
- 2020: Gareth Tidball dans My Autopsy de Holly Grayson

#### Meilleur réalisateur
- 2022: Alexandra Spieth pour Stag
- 2021: Gia Elliot pour Take Back the Night
- 2020: Ryan Harrison pour Ninja Badass

#### Meilleur montage
- 2022: Alex Gans pour Follow Her de Sylvia Caminer

#### Meilleur documentaire
- 2021: Witness Underground de Scott Homan

#### Prix du public
- 2020: Ninja Badass de Ryan Harrison